# Дестини (модул МСС)
Лабораторија Дестини (енгл. Destiny, у преводу Судбина) је примарни истраживачки модул америчког сегмента Међународне свемирске станице (МСС). Спојен је са модулом Јунити и активиран током периода од пет дана у фебруару 2001. године. Дестини је прва перманентна орбитална истраживачка лабораторија коју САД поседује још од када је напуштена станица Скајлаб у фебруару 1974. године.
Компанија Боинг започела је изградњу модула масе 14,5 тона 1995. године, који је у то време представљао најмодернију истраживачку лабораторију. Модул је израђен у Маршаловом центру за истраживање свемира, који се налази у Хантсвилу у Алабами. Дестини је превезен до свемирског центра Кенеди на Флориди 1998. године, а затим је у августу 2000. године предат агенцији НАСА за последње провере пред лансирање. Модул је лансиран 7. фебруара 2001. године спејс-шатлом Атлантис, мисија СТС-98.
Астронаути у овом модулу раде на истраживањима и експериментима у разним научним дисциплинама. Научници из целог света користе податке прикупљене из тих истраживања како би проширили сазнања из области медицине, инжењерства, биотехнологије, физике, науке о материјалима и науке о Земљи.

## Структура лабораторије
Америчка лабораторија Дестини израђена је од алуминијума, како би имала што мању масу, јер је сваки килограм уштеде битан када се неки терет лансира у орбиту (цена лансирања једног килограма терета спејс-шатлом износила је 2011. године 18.000 $, а ако се у обзир узму и трошкови развоја та цифра се пење на 60.000 $). Модул је цилиндричног облика, дужине 8,53 и пречника 4,27 m. Саграђен је из три цилиндричне секције на чијим крајевима су два купаста поклопца на којима се налазе отвори кроз које астронаути могу улазити и излазити из лабораторије, и переко којих је она повезана са остатком станице. Задњи део лабораторије је повезан са предњим делом модула Јунити, а предњи део лабораторије је повезан са задњум делом модула Хармони. Кружни прозор пречника 510 mm налази се у централном од три сегмента лабораторије, и окренут је ка надир страни станице, како би астронаути кроз њега могли да посматрају Земљу која пролази испод њих.
На сваком од два механизма за спајање са осталим сегментима МСС, лоцирана на предњој и задњој страни лабораторије, постоји поклопац. Оба поклопца су увек отворена, осим у хитним случајевима, када се они затварају како би се посада изоловала од тог сегмента станице, на пример ако дође до цурења неког гаса, течности за расхлађивање (амонијака, који је веома отрован), или у најгорем сценарију – пожара. Оба поклопца имају уграђен мали прозор у средини кроз који астронаути могу видети шта се дешава са друге стране поклопца, који се може отворити са обе стране. У јануару 2015. године посада је морала да се евакуише из целог америчког сегмента МСС јер се упалио аларм који указује да је дошло до цурења амонијака. Сви астронаути су прешли код својих колега у руски сегмент МСС и за собом затворили поклопац. Након неколико сати контрола мисије им је јавила да је аларм вероватно узрок поквареног сензора, и да посада може да се врати у амерички сегмент, мада су прво морали да носе заштитне маске док не провере ручним сензорима да ли има амонијака у ваздуху.
Прозор на лабораторији је пречника 510 mm, израђен је од најквалитетнијег стакла које се користи при изради телескопа, и астронаути га углавном користе за опсервацију Земље. За те оспервације астронаути користе камере веома велике резолуције, са великим сочивима, како би што боље могли да сниме детаље променљивих пејзажа који се простиру испод станице. Прозор поседује поклопац који га штити од удара микрометеорида и осталих ситних честица како би остао неоштећен током оперативног века станице. Тај поклопац ручно отварају астронаути из унутрашњости лабораторије Дестини. Фотографије које су снимили астронаути кроз овај прозор помогле су научницима на Земљи да боље изуче поплаве, лавине, пожаре и догађаје на отвореном океану, попут цветања планктона. Такође, научницима из целог света омогућено је да изучавају глечере, коралне гребене, велике шумске пожаре и ширење градова, а све то најбоље се види из орбите, са висине од преко 400 km.

## Опрема
Лабораторија Дестини је на МСС стигла са пет уграђених рафова у којима су били електрични и системи за одржавање услова за живот, а који астронаутима обезбеђују електричну енергију, воду за расхлађивање, проток ваздуха, и регулацију температуре и влажности ваздуха. Додатних седам рафова достављено је током мисије СТС-102 унутар вишенаменског логистичког модула Леонардо, и још десет рафова током мисија које су уследиле. У лабораторији Дестини могуће је да у једном тренутку буде оперативно до 13 рафова у којима се одвијају различити експерименти. Лабораторија поседује укупно 24 рафа, по шест на четири стра („зида“, мада у бестежинском стању не постоји зид, под или плафон на који смо навикли на Земљи).
Као што је случај и код европског или јапанског модула на станици, и рафови у лабораторији Дестини су пројектовани на основу међународног стандардног рафа за експерменте (енгл. International Standard Payload Rack), који се може премештати са једног места на друго. Направљен од композитне графитне љуске, сваки раф има масу од око 540 kg, висок је 1.900 mm и широк 1.100 mm. Сваки слот за рафове који је празан (у њега није уграђен раф са експериментом) опремљен је посебним завесама, и у њега се складиште намирнице.

#### Научна опрема
У лабораторији се налази и велики замрзивач (енгл. Minus Eighty Degree Laboratory Freezer for ISS), који не достављен током мисије СТС-121. Користи се за складиштење узорака и агенаса који се користе у експериментима на МСС, а који захтевају веома ниске температуре. У њему се одржава константна температура која се може по потреби регулисати на више нивоа: −80 °C, −26 °C, и +4 °C.
На велики прозор лабораторије је тренутно уграђена Пољопривредна камера (Agricultural Camera – AgCam) Ова камера снима мултиспектралне фотографије Земљине површине, и њу су направили и већим делом времена њом оперишу студенти Универзитета Северне Дакоте. Камера AgCamснима фотографије у видљивом и инфрацрвеном делу спектра области прекривених вегетацијом, и фамерима пружа увид у стање тла како би се боље испланирали радови на пољу. Сличне услуге пружа и систем сателита Ландсат, али је те снимке теже обрадити и нису толико фреквентни као снимци које обезбеђује AgCam.

## Галерија
- Дестини одмах након инсталације на МСС
- Унутрађњост након неколико година у орбити
- Унутрађњост лабораторије ноћу, када посада спава
- Томас Рајтер ради са замрзивачем
- Астронаути „вире“ кроз прозор лабораторије